# Larry 3: Pasjonująca Patti w poszukiwaniu pulsujących piersi
Larry 3: Pasjonująca Patti w poszukiwaniu pulsujących piersi (ang. Leisure Suit Larry 3: Passionate Patti in Pursuit of the Pulsating Pectorals) – gra przygodowa z elementami erotyki, wydana w 1989 przez Sierra Entertainment. Trzecia część przygód Larry'ego Laffera jest bezpośrednią kontynuacją Larry 2: W poszukiwaniu miłości.

## Fabuła
Larry wiedzie dostatnie życie na wyspie, na której zakończyły się jego przygody w poprzedniej części. Pracuje w firmie zajmującej się rozwojem turystycznym wyspy. Niestety, jego żona Kalalau porzuca go dla innej kobiety i zostawia bez pieniędzy. Szef, będący jednocześnie teściem, zwalnia go z pracy. Larry wchodzi do budki telefonicznej, gdzie zdejmuje hawajską koszulę i zakłada biały garnitur, wracając do starego trybu życia.

## Rozgrywka
Larry 3 to gra przygodowa. Gracz steruje postacią Larry'ego, który szuka kobiety dla siebie. W porównaniu do poprzedniej części wprowadzono możliwość gry na myszce. Pod koniec gry gracz steruje Patti - nową dziewczyną bohatera.